# Dreihausen (Ebsdorfergrund)
Dreihausen ist ein Ortsteil und Verwaltungssitz der Gemeinde Ebsdorfergrund im Südosten des mittelhessischen Landkreises Marburg-Biedenkopf. Dreihausen ist einer der Hauptorte der evangelischen Althessischen Kirche, nicht zu verwechseln mit der Evangelische Kirche von Kurhessen-Waldeck, deren ev.-luth. Kirche auch in Dreihausen steht.

## Geografische Lage
Das Dorf grenzt südlich an Nordeck, Winnen und Roßberg, östlich an Rauischholzhausen, nordöstlich an Wittelsberg, nordwestlich an Ebsdorf und westlich an Leidenhofen.

## Geschichte

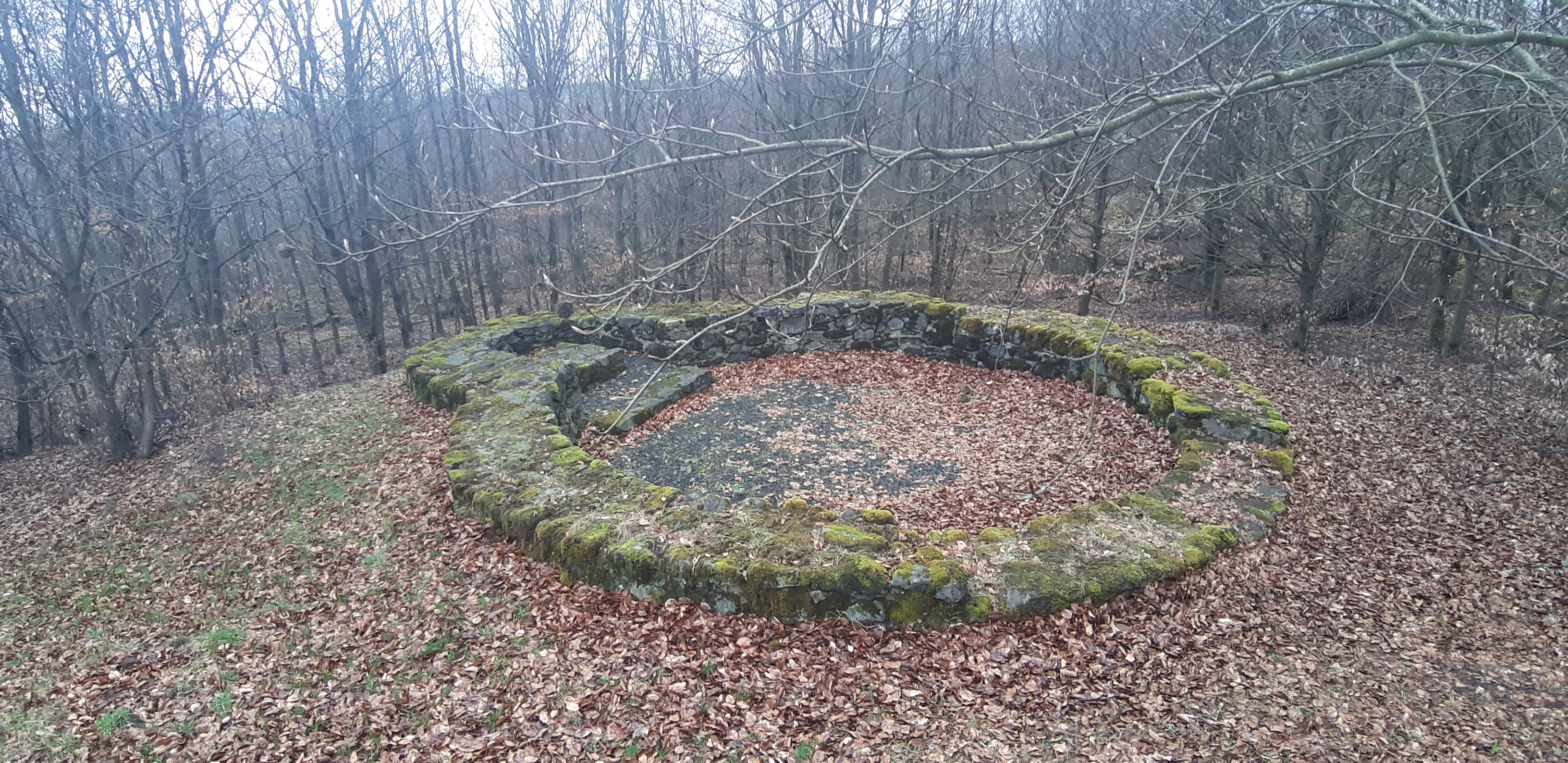
Grundmauern der Rundkirche in der Oberburg der Höfe bei Dreihausen

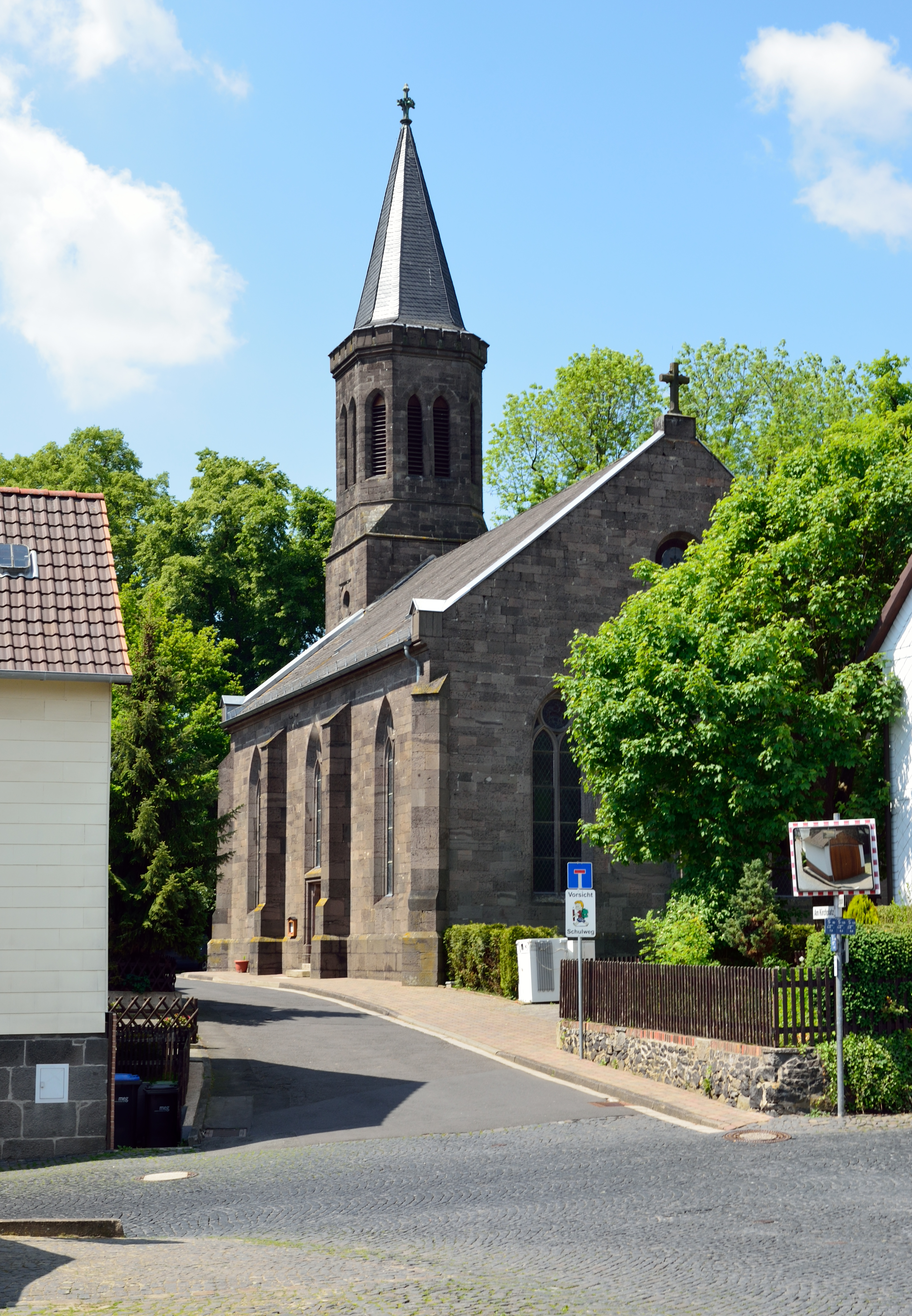
Ev.-luth. Kirche

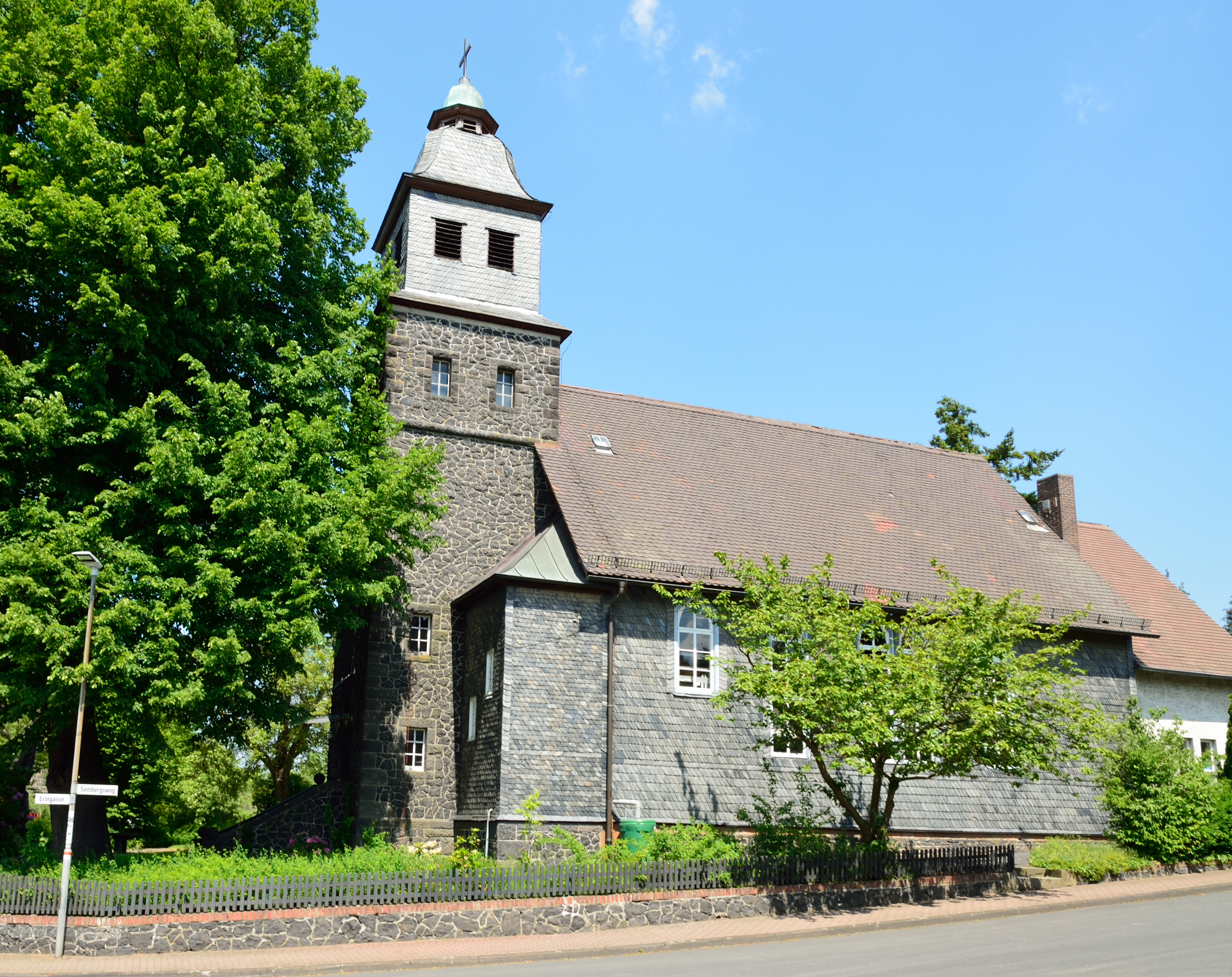
Selbstständige Ev.-luth. Kirche

### Ortsgeschichte
Der Ort bestand ursprünglich aus drei Dörfern: Ober- und Niederhausen waren bis 1577 selbständig; später kam Mittelhausen hinzu. Die älteste bekannte urkundliche Erwähnung erfolgte um 1130 unter dem Namen Husun et Husun. Weitere Erwähnungen folgten in den Jahren 1374 als Obernhusin und Niederhusin, 1577 als Obern-, Mittel-, Niddernhausen 1708 und 1710 als Oberhausen, Hausen, Niederhausen und 1812 erstmals als Dreihausen.
Hessische Gebietsreform (1970–1977)
Zum 31. Dezember 1971 fusionierten im Zuge der Gebietsreform in Hessen die bis dahin selbstständigen Gemeinden Dreihausen und Heskem freiwillig zur neue Gemeinde Ebsdorfergrund. Dreihausen wurde Verwaltungssitz der neuen Gemeinde. Für alle ehemals eigenständigen Gemeinden von Ebsdorfergrund wurden Ortsbezirke gebildet.

### Wirtschaftsgeschichte
Dreihäuser Steinzeug
Dreihausen war ein sehr armes Dorf, das mit sehr hohen Abgaben belastet war. Da es sich allein von den kleinen Bauernhöfen nicht leben ließ, musste man sich einen Nebenerwerb suchen. Vielfach war dies das Töpferhandwerk, das sich bereits ab dem 13. Jahrhundert in der Gegend ausbreitete, da in der Gemarkung Dreihausen reichhaltige und ergiebige Tonlager vorhanden waren. Der Dreihäuser Ton war von sehr guter Qualität und ließ sich bei hohen Temperaturen brennen, was die Herstellung von Steinzeug ermöglichte. Noch heute ist „Dreihäuser Steinzeug“ eine Fachbezeichnung für eine ganze Keramikgruppe, auch wenn deren Herstellung nicht in Dreihausen erfolgte. Nach einer Blütezeit des Töpferhandwerks ging die Zahl der Töpfer im Ort wegen des Aufkommens von Emaillegeschirr deutlich zurück.
Weitere Berufsgruppen
Weitere stark vertretene Berufsgruppen waren die der Steinrichter und Pflasterer; dies geht zurück auf die Basaltausläufer des Vogelsberges, die das Arbeiten im Steinbruch ermöglichten. Die Pflasterer aus dem Ebsdorfergrund arbeiteten bis über die Grenzen Deutschlands hinaus, u. a. in Paris. Ein großes Werk ermöglicht noch heute die Gewinnung von Basalt in Dreihausen (s. u.).

### Höfe von Dreihausen
Ebenfalls geschichtlich interessant und von Bedeutung sind die Höfe von Dreihausen, eine frühmittelalterliche Befestigung aus karolingischer Zeit, die vermutlich zwischen der zweiten Hälfte des 8. und der zweiten Hälfte des 11. Jahrhunderts entstanden ist. Auf einer Fläche von ca. zwei Hektar erstreckt sich diese Anlage, bestehend aus einer Unter- und einer Oberburg. In der Oberburg fand man Reste eines steinernen Hauses sowie einer Rundkirche mit einer Nordapsis. Aufwändige Bemalung und der Fund eines kleinen Stückes Porphyr, grüner Marmor aus Lakonien, lassen darauf schließen, dass es sich bei den Bewohnern um einen kleinen privilegierten Personenkreis gehandelt haben muss.

### Verwaltungsgeschichte im Überblick
Die folgende Liste zeigt die Staaten und Verwaltungseinheiten, denen Dreihausen angehört(e):
- vor 1567: Heiliges Römisches Reich, Landgrafschaft Hessen, Gericht Ebsdorf[7]
- ab 1567: Heiliges Römisches Reich, Landgrafschaft Hessen-Marburg, Amt Marburg[8]
- 1604–1648: Heiliges Römisches Reich, strittig zwischen Landgrafschaft Hessen-Darmstadt und Landgrafschaft Hessen-Kassel (Hessenkrieg), Amt Marburg
- ab 1648: Heiliges Römisches Reich, Landgrafschaft Hessen-Kassel, Amt Marburg
- ab 1786: Heiliges Römisches Reich, Landgrafschaft Hessen-Kassel, Amt Treis an der Lumbda
- ab 1806: Landgrafschaft Hessen-Kassel, Amt Treis an der Lumbda
- 1807–1813: Königreich Westphalen, Departement der Werra, Distrikt Marburg, Kanton Ebsdorf
- ab 1815: Kurfürstentum Hessen, Amt Treis an der Lumbda[9]
- ab 1821/22: Kurfürstentum Hessen, Provinz Oberhessen, Kreis Marburg[10][Anm. 2]
- ab 1848: Kurfürstentum Hessen, Bezirk Marburg
- ab 1851: Kurfürstentum Hessen, Provinz Oberhessen, Kreis Marburg
- ab 1867: Königreich Preußen, Provinz Hessen-Nassau, Regierungsbezirk Kassel, Kreis Marburg
- ab 1871: Deutsches Reich, Königreich Preußen, Provinz Hessen-Nassau, Regierungsbezirk Kassel, Kreis Marburg
- ab 1918: Deutsches Reich, Freistaat Preußen, Provinz Hessen-Nassau, Regierungsbezirk Kassel, Kreis Marburg
- ab 1944: Deutsches Reich, Freistaat Preußen, Provinz Kurhessen, Landkreis Marburg
- ab 1945: Amerikanische Besatzungszone, Groß-Hessen, Regierungsbezirk Kassel, Landkreis Marburg
- ab 1946: Amerikanische Besatzungszone, Hessen, Regierungsbezirk Kassel, Landkreis Marburg
- ab 1949: Bundesrepublik Deutschland, Hessen, Regierungsbezirk Kassel, Landkreis Marburg
- ab 1972: Bundesrepublik Deutschland, Land Hessen, Regierungsbezirk Kassel, Landkreis Marburg, Gemeinde Ebsdorfergrund[Anm. 3]
- ab 1974: Bundesrepublik Deutschland, Land Hessen, Regierungsbezirk Kassel, Landkreis Marburg-Biedenkopf, Gemeinde Ebsdorfergrund
- ab 1981: Bundesrepublik Deutschland, Land Hessen, Regierungsbezirk Gießen, Landkreis Marburg-Biedenkopf, Gemeinde Ebsdorfergrund

### Gerichte seit 1821
Mit Edikt vom 29. Juni 1821 wurden in Kurhessen Verwaltung und Justiz getrennt. In Marburg wurde der Kreis Marburg für die Verwaltung eingerichtet und das Landgericht Marburg war als Gericht in erster Instanz für Dreihausen zuständig. 1850 wurde das Landgericht in Justizamt Marburg umbenannt. Mit dem Gesetz über die Neugliederung von Untergerichtsbezirken vom 13. Juli 1833 wurde Dreihausen dem Justizamt Treis an der Lumda zugewiesen.
Nach der Annexion Kurhessens durch Preußen wurde durch einen Gebietstausch Treis an das Großherzogtum Hessen abgetreten, Dreihausen wurde dem Justizamt Marburg zugeordnet. Am 1. September 1867 erfolgte die Umbenennung des bisherigen Justizamtes in Amtsgericht Marburg. Auch mit dem Inkrafttreten des Gerichtsverfassungsgesetzes von 1879 blieb das Amtsgericht unter seinem Namen bestehen.

## Bevölkerung

### Einwohnerstruktur 2011
Nach den Erhebungen des Zensus 2011 lebten am Stichtag dem 9. Mai 2011 in Dreihausen 1530 Einwohner. Darunter waren 30 (2,0 %) Ausländer.
Nach dem Lebensalter waren 249 Einwohner unter 18 Jahren, 639 zwischen 18 und 49, 357 zwischen 50 und 64 und 285 Einwohner waren älter. Die Einwohner lebten in 624 Haushalten. Davon waren 153 Singlehaushalte, 171 Paare ohne Kinder und 231 Paare mit Kindern, sowie 57 Alleinerziehende und 12 Wohngemeinschaften. In 96 Haushalten lebten ausschließlich Senioren und in 435 Haushaltungen leben keine Senioren.

### Einwohnerentwicklung
Belegte Einwohnerzahlen sind:
| Oberhausen   | |
| 1467:        | 15 Hausgesesse |
| 1577:        | 23 Hausgesesse |
| 1681:        | 341 Einwohner |
| 1778:        | 1 Maurer, 2 Drechsler, 2 Schneider, 5 Leineweber, 1 Ziegler, 13 Töpfer, 4 Tagelöhner. |
| Niederhausen | |
| 1467:        | 7 Hausgesesse |
| 1577:        | 26 Hausgesesse |
| 1681:        | 20 hausgesessene Mannschaften |
| 1778:        | 138 Einwohner. Erwerbspersonen: 1 Müller, 1 Schmied, 3 Schneider, 2 Leineweber. |
| 1885:        | 259 Einwohner |
| Mittelhausen | |
| 1577:        | 24 Hausgesesse |
| 1681:        | 13 hausgesessene Mannschaften |
| 1778:        | 115 Einwohner. Erwerbspersonen: 1 Schmied, 1 Schreiner, 3 Maurer, 1 Leineweber, 1 Schneider, 16 Töpfer, 2 Tagelöhner.                                                                      |
| 1885:        | 333 Einwohner |
| Dreihausen   | |
| 1630:        | (Ober- und Nieder und Mittelhausen): 1 Freihof, 3 vierspännige, 5 dreispännige, 2 zweispännige, 1 einspännige Ackerleute, 41 Einläuftige. 8 Witwen, davon 5 ohne Haushalt.                 |
| 1812/13:     | 575 Einwohner |
| 1838:        | 764 Einwohner (Familien: 66 nutzungsberechtigte, 44 nicht nutzungsberechtigte Ortsbürger, 10 Beisassen. Familien: 47 Ackerbau, 52 Gewerbe, 18 Tagelöhner.)                                 |
| 1861:        | 874 evangelisch-lutherische Einwohner, 31 Mitglieder abweichender Sekten |
| 1961:        | 1192 evangelische, 82 römisch-katholische Einwohner. Erwerbspersonen: 212 Land- und Forstwirtschaft, 254 Produzierendes Gewerbe, 73 Handel und Verkehr, 77 Dienstleistungen und Sonstiges. |

| Dreihausen: Einwohnerzahlen von 1834 bis 2011 | Dreihausen: Einwohnerzahlen von 1834 bis 2011 | Dreihausen: Einwohnerzahlen von 1834 bis 2011 | Dreihausen: Einwohnerzahlen von 1834 bis 2011 | Dreihausen: Einwohnerzahlen von 1834 bis 2011 |
| --- | --------------------------------------------- | --------------------------------------------- | --------------------------------------------- | --------------------------------------------- |
| Jahr |                                               |                                               |                                               | Einwohner                                     |
| 1834 | 1834                                          |                                               | 758                                           | 758                                           |
| 1840 | 1840                                          |                                               | 827                                           | 827                                           |
| 1846 | 1846                                          |                                               | 815                                           | 815                                           |
| 1852 | 1852                                          |                                               | 906                                           | 906                                           |
| 1858 | 1858                                          |                                               | 894                                           | 894                                           |
| 1864 | 1864                                          |                                               | 921                                           | 921                                           |
| 1871 | 1871                                          |                                               | 856                                           | 856                                           |
| 1875 | 1875                                          |                                               | 872                                           | 872                                           |
| 1885 | 1885                                          |                                               | 933                                           | 933                                           |
| 1895 | 1895                                          |                                               | 917                                           | 917                                           |
| 1905 | 1905                                          |                                               | 907                                           | 907                                           |
| 1910 | 1910                                          |                                               | 969                                           | 969                                           |
| 1925 | 1925                                          |                                               | 1.070                                         | 1.070                                         |
| 1939 | 1939                                          |                                               | 1.136                                         | 1.136                                         |
| 1946 | 1946                                          |                                               | 1.467                                         | 1.467                                         |
| 1950 | 1950                                          |                                               | 1.484                                         | 1.484                                         |
| 1956 | 1956                                          |                                               | 1.353                                         | 1.353                                         |
| 1961 | 1961                                          |                                               | 1.282                                         | 1.282                                         |
| 1967 | 1967                                          |                                               | 1.270                                         | 1.270                                         |
| 1980 | 1980                                          |                                               | ?                                             | ?                                             |
| 1990 | 1990                                          |                                               | ?                                             | ?                                             |
| 2000 | 2000                                          |                                               | ?                                             | ?                                             |
| 2011 | 2011                                          |                                               | 1.530                                         | 1.530                                         |
| Datenquelle: Historisches Gemeindeverzeichnis für Hessen: Die Bevölkerung der Gemeinden 1834 bis 1967. Wiesbaden: Hessisches Statistisches Landesamt, 1968. Weitere Quellen: LAGIS; Zensus 2011 |                                               |                                               |                                               |                                               |

## Politik
Für Dreihausen besteht ein Ortsbezirk mit Ortsbeirat und Ortsvorsteher nach der Hessischen Gemeindeordnung. Er umfasst das Gebiet der ehemaligen Gemeinde Dreihausen.
Der Ortsbeirat Dreihausen  besteht aus fünf Mitgliedern. Bei den Kommunalwahlen in Hessen 2021 betrug die Wahlbeteiligung zum Ortsbeirat 53,09 %. Es wurden gewählt: drei Mitglieder der SPD und zwei Mitglieder der „Bürgerliste Dreihausen“. Der Ortsbeirat wählte Lothar Heidt zum Ortsvorsteher.

## Wappen
Das Gemeindewappen ist zugleich das Dorfwappen, es zeigt im goldenen Schild auf grünem Dreiberg einen roten Zinnenturm, belegt mit dem hessischen Schild. Im Wappen wird die mittelalterliche Wittelsberger Warte abgebildet, die den hessischen Landgrafen dazu diente, den Verkehr auf der Straße durch den Ebsdorfergrund zwischen mainzischen Gebieten zu überwachen.

## Wirtschaft und Infrastruktur

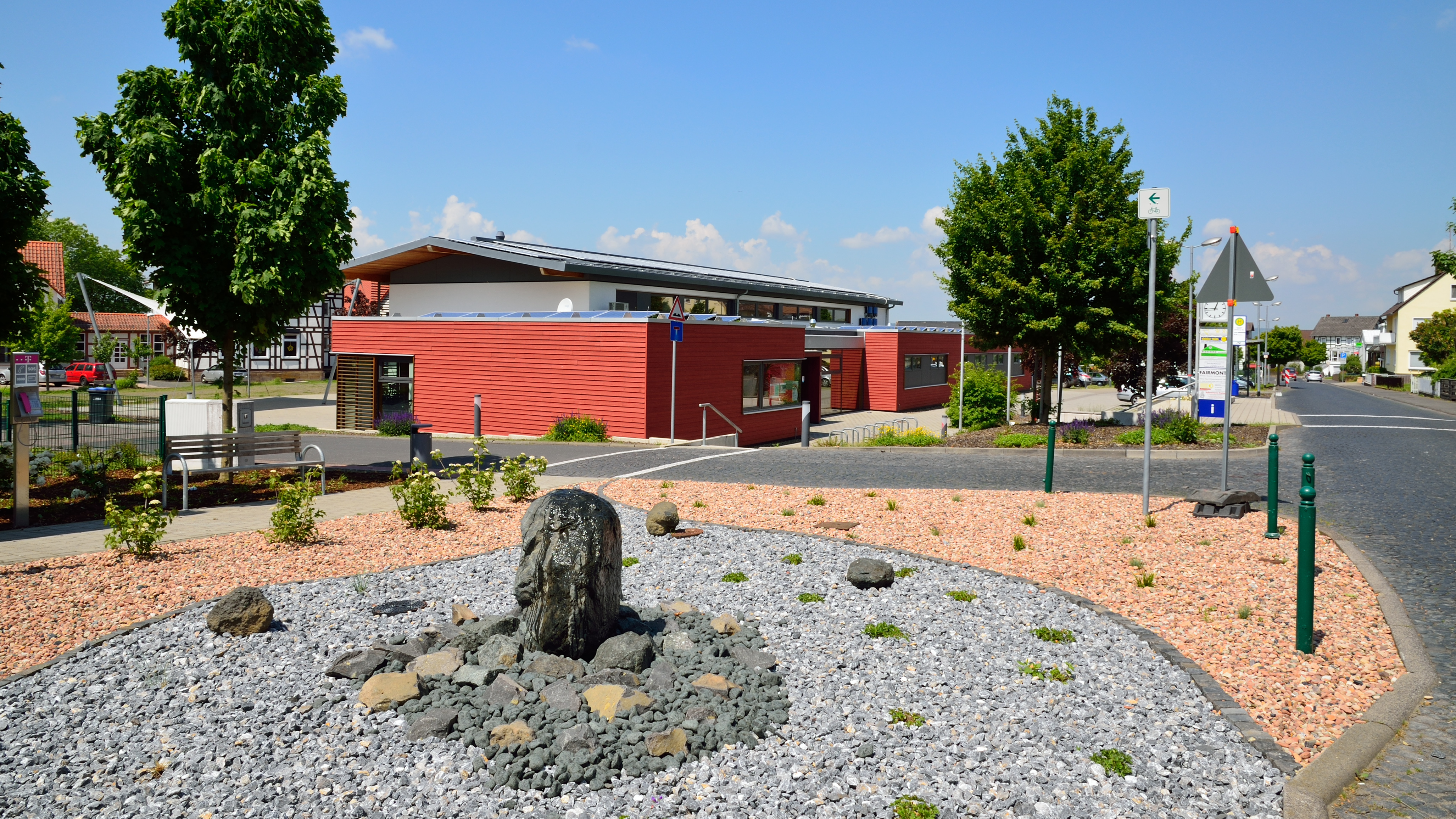
Bürgerzentrum

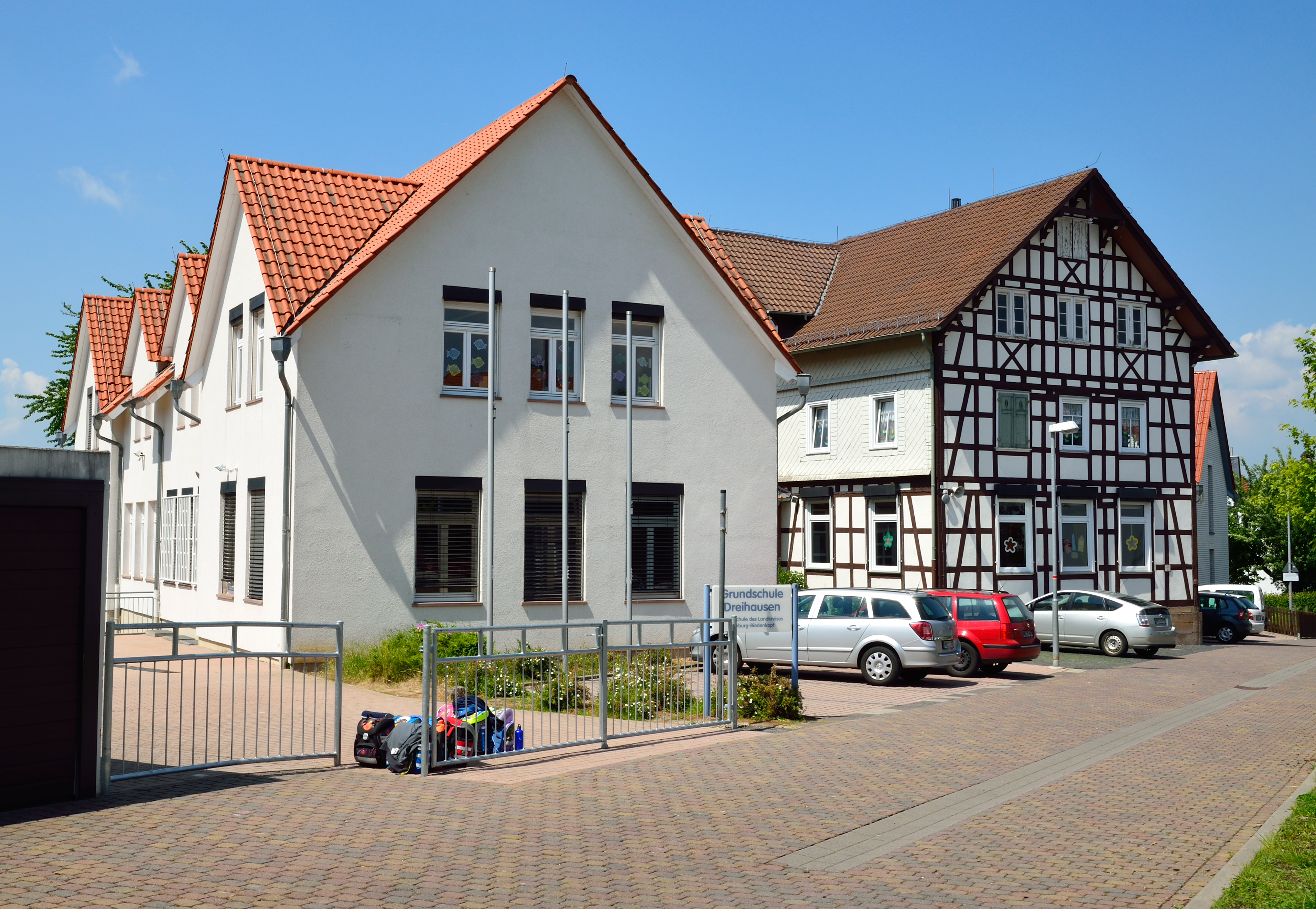
Grundschule

### Verkehr
Dreihausen ist über Heskem, Roßberg und Leidenhofen leicht erreichbar, wenn man zum Beispiel am Kreisverkehr bei Heskem an der L3048 abbiegt.
Von 1905 bis 1972 war der Bahnhof des Dorfs Endstation der Marburger Kreisbahn.
Den ÖPNV nach Marburg bedient die Linie MR-86.

### Unternehmen
Einzelhandel
In Dreihausen kann man ohne Probleme Güter des täglichen Bedarfs erwerben. Für diesen Bereich sind ein Vollsortiment-Supermarkt, eine Getränkemarkt, ein Bio-Fachmarkt, zwei Bäckereifilialen, eine Metzgereifiliale und eine Apotheke vorhanden.
Darüber hinaus befinden sich einzelne verstreute Fachgeschäfte in Dreihausen.
Die „Keksfabrik“
Im damaligen Drei-Pauly-Weg errichtete 1971 die gleichnamige Firma eine große Produktionshalle für Gebäck. Diese Fabrik wurde 2006 von dem Südtiroler Unternehmen Dr. Schär gekauft. Noch bis Ende 2009 wurde in einer kleinen Verkaufsfläche des Gebäudes das Drei-Pauly-Lädchen betrieben, wo bis 2006 ein direkter Werksverkauf stattfand und noch über drei Jahre weiterhin 3-Pauly-Produkte verkauft wurden. Die Firma Dr. Schär stellt glutenfreie Lebensmittel her und richtete dort ihren deutschen Standort ein, daraufhin wurde die Straße an der Fabrik in Simmersweg umbenannt.
Seidel
In Dreihausen befindet sich ein Werk des metallverarbeitenden Unternehmens Seidel.
Basaltwerk Nickel

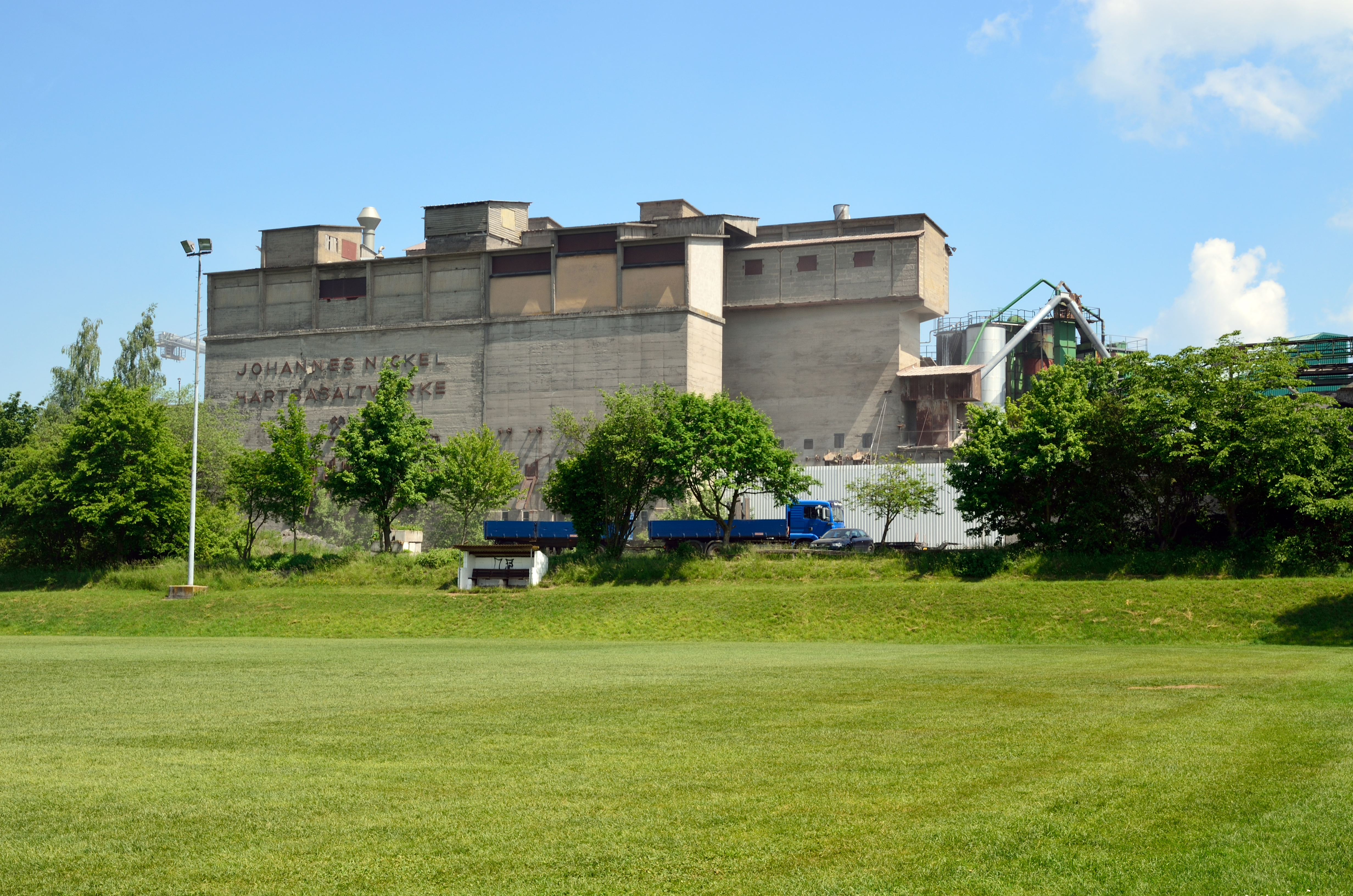
Hartbasaltwerk

Am nördlichen Ortsrand von Dreihausen befindet sich das beeindruckende Hartbasaltwerk der Johannes Nickel GmbH & Co. KG. Durch die Arbeiten und Sprengungen ist dort im Laufe der letzten Jahrzehnte eine sehenswerte Kraterlandschaft entstanden.

### Öffentliche Einrichtungen
Medizinische Versorgung
Eine medizinische und gesundheitliche Grundversorgung ist in Dreihausen gewährleistet.
Es existieren u. a. eine allgemeinmedizinische Gemeinschaftspraxis, eine Zahnarztpraxis, eine physiotherapeutische Krankengymnastik-Praxis, eine Heilpraktiker-Praxis und eine Apotheke.
- Gemeindeverwaltung, mit zahlreichen Ämtern für den gesamten Ebsdorfergrund
- Grundschule
- Kindergarten und Kinderkrippe
- Filiale der Raiffeisenbank eG Ebsdorfergrund, Sparkassen-Filiale, Postagentur
- Museum „Wenze Ställche“ des Arbeitskreises Dorfgeschichte Dreihausen e. V. Hier gibt es eine Dauerausstellung zur Dorfgeschichte und wechselnde Sonderausstellungen zu verschiedenen Themen.

## Persönlichkeiten
- Peter Cloos (1799–1870), Schultheiß (Bürgermeister) und Mitglied der kurhessischen Ständeversammlung